# Ovillo

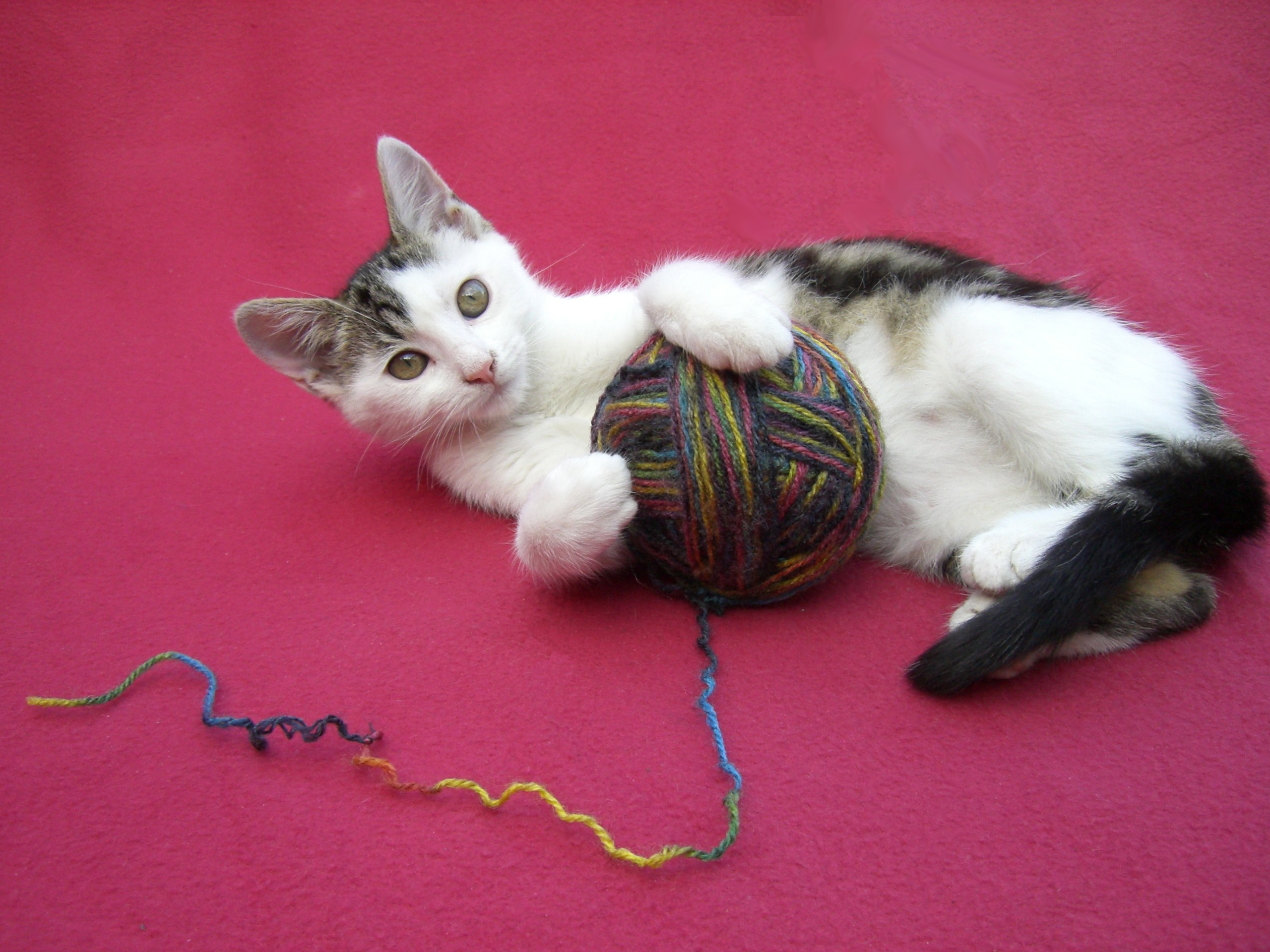
Gato jugando con un ovillo.

Un ovillo es una bola obtenida enrollando un hilo, de cualquier materia textil, sobre él mismo. Se pueden formar manualmente o con maquinaria industrial especializada para ello (ovilladoras).
En cuanto al hilo del ovillo puede ser tan variado como las diferentes materias utilizadas para crear hilos puede haber: 100% acrílico, 100% lana, 50
- Datos: Q3374531